# 花柳壽輔 (5代目)
五代目 花柳 壽輔 （はなやぎ じゅすけ、1992年10月3日 - ）は、東京都出身の日本舞踊家。日本舞踊花柳流五世宗家家元。本名は花柳創右（はなやぎ そうすけ）。四代目花柳壽輔の妹の孫にあたり、父が四代壽輔と養子縁組したことに伴って、四代壽輔とは祖父と孫の関係になる。

## 経歴
2歳から日本舞踊を始め、2007年に14歳で花柳流で最も歴史のある流祖の名跡花柳芳次郎を祖父から継ぎ、六代目芳次郎を歌舞伎座で襲名した。
早稲田大学人間科学部在学中は東日本大震災などの復興支援活動に取り組み、被災地で復興祈願公演なども行った。
大学主催の舞踊公演にも出演し、2015年には早稲田大学が主催したカザフスタンのバレエ学校公演において、日本側の代表として歓迎の踊りを見せた。
2013年に行われた流祖・初代花柳壽輔の生誕200年祭にて、四代目壽輔は六代目芳次郎を後継者に指名。さらに四代目壽輔は、2016年6月に五代目家元継承の儀式を行うことを明らかにし、東京浅草において五代目花柳壽輔を襲名披露、花柳流の五世宗家家元となる。
2016年9月、歌舞伎座 秀山祭九月大歌舞伎において『元禄花見踊』を祖父壽應と共に振付。
2017年には、人間国宝坂東玉三郎と太鼓芸能集団 鼓童との公演『幽玄』に羽衣の伯竜や石橋の獅子の精として出演し、作品の振付も担当翌年同作は新作歌舞伎として歌舞伎座で上演され振付けと共に新たに演出も担当。初演はシネマ歌舞伎として映画化され舞踊家では異例の出演となる。
2019年7月に歌舞伎座において開催された二世宗家家元花柳壽輔五十回忌・三世宗家家元花柳壽輔十三回忌では花柳流の代表的な振付け作品『土蜘』や『船弁慶』など６つの演目をこなした。同年には、第46回NHK古典芸能鑑賞会にも出演し『新版 雪之丞変化』や『本朝白雪姫譚話』等、新作歌舞伎の振付や演出にも携わった。

## 出演

### 日本舞踊
- 『土蜘』（1997年5月）
- 『喜撰』（1997年5月）
- 『菊づくし』（1997年10月）
- 『薪荷雪間の市川』の怪童丸（1998年2月）
- 『橋弁慶』の牛若丸（1998年9月）
- 『玉兎』（1999年4月）
- 『井筒のおもかげ』（1999年9月）
- 『こうのとり』（1999年10月）
- 『末広狩』の女大名（2000年3月）
- 『茨木』の太郎持音若（2001年1月）
- 『鶴亀』の亀（2001年1月）
- 『茨木』の太郎持音若（2001年6月）
- 『連獅子』の仔獅子の精（2002年3月）
- 『団十郎娘』の丁稚（2002年9月）
- 『船弁慶』の源義経（2004年10月）
- 『柏の若葉』（2005年9月）
- 『操り三番叟』の三番叟（2007年6月、六代目花柳芳次郎襲名披露舞踊会）
- 『紅縁競双寿』（2009年7月）
- 『月』（2009年9月）
- 『お祭り』の若頭（2009年12月）
- 『季の移ろい』（2010年6月)
- 『末広狩』（2010年6月）
- 『鶴亀』の亀（2011年3月）
- 『耳なし芳一』の安徳天皇（2011年3月）
- 『石橋』の仔獅子（2011年3月）
- 『猩々』の酒売り（2011年9月）
- 『旅』 (2011年11月)
- 『菅原伝授手習鑑』の加茂堤の女夫雛（2012年5月）
- 『ボレロ 〜日本舞踊とオーケストラ〜』 (2013年10月)
- 『小鍛冶』の童子・稲荷大明神 (2013年10月)
- 『在原業平』の業平 (2013年11月)
- 『夢殿』 (2013年11・12月)
- 『操り三番叟』 (2013年12月)
- 『連獅子』 (2013年12月)
- 『やなぎ』 (2014年5月)
- 『新曲 舌出三番叟』 (2014年6月)
- 『やなぎ』 (2014年6月)
- 『小鍛冶』の童子・稲荷大明神 (2014年6月)
- 『操り三番叟』 (2014年10月)
- 『石橋』 (2014年10月)
- 『連獅子』 (2014年10月 第41回 NHK古典芸能鑑賞会)
- 『菊慈童』 (2014年11月)
- 『双草紙四谷怪談』 (2014年11月)
- 『知盛』 (2015年5月)
- 『静と知盛』 (2015年6月)
- 『石橋』 (2015年9月)
- 『船弁慶』 (2015年9月)
- 『知盛』 (2015年9月)
- 『都の西北』 (2015年10月)  ※芳次郎振付
- 『独楽』 (2015年10月)
- 『連獅子』 (2015年10月) 親獅子
- 『伝統と希望の舞 ~威風堂々より~』 (2015年10月) ※芳次郎振付
- 『天狗風』 (2016年2月)

### テレビ番組
- NHK 芸能花舞台
- NHK にっぽんの芸能
- NHK NHK古典芸能鑑賞会

### テレビCM
- 佐川急便CM（2010年-）

### ラジオ番組
- TBSラジオ GAKU-SHOCK (2013年10月13日放送)
- 『ロザンのタイアップ』のコーナーにゲスト出演。